# Supercoppa italiana 2013 (pallavolo femminile)
La Supercoppa italiana di pallavolo femminile 2013 si è svolta il 23 novembre 2013: al torneo hanno partecipato due squadre di club italiane e la vittoria finale è andata per la prima volta al River Volley.

## Regolamento
Le squadre hanno disputato una gara unica.

## Squadre partecipanti
| Squadra | Qualificazione                                   | Ultima partecipazione |
| ------- | ------------------------------------------------ | --------------------- |
| Imoco   | Finalista play-off scudetto Serie A1 2012-13     | Debutto               |
| River   | Vincitrice Serie A1 2012-13/Coppa Italia 2012-13 | Debutto               |

## Torneo
| 23 novembre 2013 PalaBanca, Piacenza Durata: 1h:07 - Spettatori: 2 300 | River | 3 - 0 | Imoco | 25-22, 25-10, 25-10 |